# Carrollton, Texas
Carrollton är en stad i Texas, USA. Invånarantalet är 123 799 (2008).